# Linia kolejowa Wiaźma – Muratowka
Linia kolejowa Wiaźma – Muratowka – linia kolejowa w Rosji łącząca stację Wiaźma ze stacją Muratowka. 
Odcinek Wiaźma – Zasieckaja zarządzany jest przez region smoleński, natomiast fragment Tiomkino – Muratowka przez region moskiewsko-smoleński. Oba regiony należą do Kolei Moskiewskiej, wchodzącej w skład Kolei Rosyjskich. 
Linia położona jest w obwodach smoleńskim i kałuskim. Odcinek Wiaźma – Wiaźma Briańska jest dwutorowy, na pozostałej długości linia jest jednotorowa. Zelektryfikowana na odcinku Połotnianyj Zawod – Muratowka.

## Historia
Linia została otwarta w 1874 jako część kolei riażsko-wiaziemskiej. Początkowo leżała w Imperium Rosyjskim, następnie w Związku Sowieckim. Od 1991 położona jest w Rosji.